# Аслан (Хроники Нарнии)
А́слан (англ. Aslan) — центральный герой серии книг «Хроники Нарнии». Единственный персонаж, который появляется во всех книгах. Аслан является великим Львом, сыном Императора-за-морем, создателем мира Нарнии, его обитателей и всего остального, что относится к Нарнии. Он приходит к нарнийцам во времена их бедствий.

## Этимология

Лев как символ колена Иуды на гербе Иерусалима

В тюркских языках Аслан (тур. Aslan/Arslan) означает «лев». К. С. Льюис узнал это имя во время поездки в Османскую империю, он был впечатлён элитной охраной султана, которая также называлась Аслан из-за их храбрости и верности. Как христианин, Льюис выбрал для образа Бога льва — символ колена Иудина, из которого происходят все еврейские цари и, следовательно, Мессия. 

…Имя я взял из «Тысячи и одной ночи». Так по-тюркски будет «лев». Сам я произношу Аслан. Разумеется, я имел в виду Льва из колена Иудина (Откр. 5:5)…

## Имена Аслана
В шестой хронике (Серебряное кресло) кентавры рассказывали, что у Аслана есть девять имен — Аслан, Великий Лев, Сын Императора-за морем, Властитель Леса, Царь Царей, Славный… Однако не все имена упомянуты в «Хрониках Нарнии».

…Что до другого имени Аслана, постарайся угадать сама. Разве не было в этом мире того, кто бы (1) появился в Рождество; (2) говорил, что Он — сын Великого Императора; (3) за чужую вину отдал себя злым людям на осмеяние и смерть; (4) вернулся к жизни; (5) его ещё иногда называют ягненком или агнцем (смотри конец «Покорителя Зари»). Наверняка ты знаешь, как зовут Его в нашем мире. Подумай и напиши мне свой ответ!

## Христос как прообраз Аслана
Отрывок из письма Клайва Льюиса, написанного ученикам пятого класса из Мэриленда.
Модлин-колледж Оксфорд 29 мая 1954 г.

…Вы ошибаетесь, когда думаете, будто все в книгах «представляет» что-нибудь в этом мире. Да, в «Путешествии пилигрима» Джона Буньяна так, но я пишу иначе. Я не говорю: «Давайте представим Иисуса, как Он есть, в виде Льва Нарнии». Я говорю: «Предположим, была бы такая страна Нарния, и Сын Божий, как Он стал Человеком в нашем мире, стал бы там Львом, и представим, что бы могло случиться». Коли вы подумаете, то увидите, что это совсем другое дело. Так что ответ на ваши первые два вопроса: Рипичип и Никабрик в этом смысле никого не представляют. …
Насколько мне известно, для нас единственный путь в страну Аслана лежит через смерть; может быть, некоторые очень хорошие люди видят её отблески при жизни.

Отрывок из письма Клайва Льюиса к Патрисии
8 июня 1960 г.
…Я вовсе не пытаюсь «представить» реальную (христианскую) историю в символах. Я скорее говорю: «Вообразите, что существует мир, подобный Нарнии, и что Сын Божий (или Великого Заморского Императора) приходит его искупить, как пришел искупить наш. Что бы получилось?» Может быть, в конечном счете получается примерно то же, о чём ты думаешь, но все-таки не совсем.

- 1. Создание Нарнии — это сотворение мира, но совсем не обязательно нашего.
- 2. Когда Джадис срывает яблоко, она, подобно Адаму, совершает грех ослушания, но для нас это не то же самое. К тому времени она уже пала, и пала глубоко.
- 3. Каменный стол действительно должен напоминать об одной из Моисеевых скрижалей.
- 4. Страдания и Воскресение Аслана — это Страдания и Воскресение Христа, какими они могли бы быть в том, другом мире. Они подобны тем, что Он претерпел в нашем, но не те же.
- 5. Эдмунд, подобно Иуде, гад и предатель, однако, в отличие от Иуды, он раскаялся и получил прощение (как, без сомнения, получил бы Иуда, если бы раскаялся).
- 6. Да. На самом краешке нарнийского мира Аслан начинает больше походить на Христа, каким мы знаем Его здесь. Отсюда — ягненок, то есть Агнец. Отсюда — трапеза, как в конце Евангелия от Иоанна. Разве он не говорит: «После того как вы узнали меня здесь [в Нарнии], вам легче будет увидеть меня там [в нашем мире]»?
- 7. И, разумеется, Обезьян и Лопух перед Страшным Судом (в «Последней битве») — это как приход Антихриста перед концом нашего мира. Все ясно? Очень рад, что книжки тебе понравились.

Когда девятилетний американский мальчик Лоренс испугался, что любит Аслана больше, чем Иисуса, его мать написала К. С. Льюису на адрес издательства «Макмиллан». Ответ пришел уже через десять дней. 6 мая 1955 г.
Дорогая миссис К…
Передайте Лоренсу от меня, с любовью:

- 1) Даже если бы он любил Аслана больше, чем Иисуса (очень скоро я объясню, почему это невозможно), он не был бы идолопоклонником. Идолопоклонник делал бы это сознательно, а он изо всех сил старается с собой справиться. Господь прекрасно знает, насколько трудно нам любить Его больше всех остальных, и не будет сердиться на нас, пока мы стараемся. Он нам поможет.
- 2) Но Лоренс не может на самом деле любить Аслана больше, чем Иисуса, даже если ему кажется, что это так. Все слова и дела Аслана, за которые Лоренс его любит, сказал или совершил Иисус. Так что когда Лоренс думает, что любит Аслана, он на самом деле любит Иисуса, и, может быть, любит Его больше, чем прежде. Разумеется, у Аслана есть то, чего нет у Иисуса, — я про львиное тело. Если Лоренса пугает, что львиное тело нравится ему больше человеческого, думаю, он зря тревожится. Господь знает все про воображение маленького мальчика (которое Сам сотворил), знает и то, что в определенном возрасте очень привлекательна идея дружелюбного говорящего зверя. Поэтому, думаю, Он не обидится, что Лоренсу нравится львиное тело. В любом случае, когда Лоренс подрастет, это чувство отомрет само, без всяких с его стороны усилий. Так что пусть не волнуется.
- 3) На месте Лоренса я бы просто говорил, когда молюсь: «Господи, если то, что я чувствую и думаю об этих книжках, Тебе не нравится и для меня вредно, пожалуйста, забери у меня эти чувства и мысли, а если в них нет ничего плохого, тогда, пожалуйста, пусть это перестанет меня тревожить. И помогай мне каждый день любить Тебя больше в том смысле, который важнее всех мыслей и чувств, то есть исполнять Твою волю и стремиться быть похожим на Тебя». Вот что, по моему разумению, Лоренс должен просить для себя, но было бы очень по-христиански, если бы он добавлял: «И если мистер Льюис смутил своими книжками других детей или причинил им вред, пожалуйста, прости его и помоги ему больше такого не делать».

Поможет ли это? Я бесконечно жалею, что доставил такие огорчения, и буду очень благодарен, если вы напишете мне ещё и расскажете, как теперь Лоренс. Разумеется, я буду молиться о нём каждый день. Наверное, он большой молодец; надеюсь, вы готовы к тому, что он может стать святым. Уверен, мамам святых порой приходилось нелегко!

Искренне ваш К. С. Льюис

## Аслан в Хрониках
- В хронике «Племянник чародея» Аслан создает Нарнию и помогает детям защитить её от Джадис.
- В хронике «Лев, Колдунья и Платяной шкаф» Аслан жертвует собой, воскресает ещё более могучим и освобождает Нарнию от Белой Колдуньи.
- В хронике «Конь и его мальчик» Аслан помогает Шасте (Кору, наследнику трона Орландии) добраться домой и защитить страну от набега тархистанцев.
- В хронике «Принц Каспиан» Аслан помогает освободить Нарнию от тельмаринов и назначает королём Нарнии Каспиана X.
- В хронике «Покоритель зари, или Плавание на край света» Аслан встречается на пути «Покорителя Зари».
- В хронике «Серебряное кресло» Аслан даёт Джил Поул задание найти принца Рилиана, единственного наследника трона Нарнии.
- В хронике «Последняя битва» Аслан даёт начало Концу Света и проводит Последний Суд. Он разделяет существ на тех, кого он отправляет в истинную Нарнию, и прочих, у которых отнимает дар говорить и думать, как разумные твари. В конце книги Аслан "уже больше не выглядит Львом", то есть принимает облик Христа.